# Quenne
Quenne település Franciaországban, Yonne megyében. Lakosainak száma 489 fő (2022. január 1.). Quenne Venoy, Augy, Auxerre, Chitry és Saint-Bris-le-Vineux községekkel határos.

## Népesség
A település népességének változása:
| Lakosok száma | 456  | 462  | 476  | 472  | 478  | 483  | 483  | 485  | 489  |
|               | 2013 | 2015 | 2016 | 2017 | 2018 | 2019 | 2020 | 2021 | 2022 |